# Caciotta di Brugnato
La caciotta di Brugnato è un formaggio e prodotto tipico ligure. Rientra nell'elenco dei prodotti agroalimentari tradizionali italiani (PAT) del Ministero delle politiche agricole alimentari e forestali.

## Produzione
Nella prima fase si scalda il latte crudo ad una temperatura di 39° al quale si aggiunge il caglio, per consentire la coagulazione. Dopo la cagliata viene rotta per raggiungere le dimensioni di una noce; la pasta viene raccolta e inserita negli stampi per la salatura a secco e la stagionatura, che dura circa un mese. Durante questa fase le forme vengono rivoltate periodicamente. Il prodotto finito ha una forma cilindrica di 10 cm. di altezza e diametro di 30 cm. Il colore è giallino tenue, la consistenza compatta e la crosta molto sottile, quasi assente.

## Zone di produzione
Questo formaggio viene prodotto principalmente nella media Val di Vara e in tutta la provincia della Spezia. La produzione avviene durante tutto l'anno. 

## Abbinamenti
La caciotta viene consumata con il pane Martino (pane preparato con farina di castagne e noci), con il miele di castagno della Val di Vara, con verdure di stagione oppure con le patate. Viene abbinata a vini bianchi.